# پارک ملی آبیسکو
پارک ملی آبیسکو (به سوئدی: Abisko nationalpark) یک پارک ملی در سوئد است که در بخش کیرونا واقع شده‌است.